# Ультравысокая частота (фильм)
«Ультравысокая частота» — кинофильм.

## Сюжет
Неутомимый фантазёр Джордж Ньюман не задерживается ни на одной работе более, чем на несколько дней. Когда его дядя выиграл в покер обанкротившуюся телестанцию У62, то руководство ею было поручено Джорджу. Познакомившись со штатом сотрудников, среди которых амбициозный репортёр Памела, карлик-фотожурналист Нудлз МакИнтош и эксцентричный инженер Фило, Джордж и его лучший друг Боб с воодушевлением приступают к работе и создают феерическое шоу, пользующееся невероятным успехом у зрителей.

## В ролях
- «Странный Эл» Янкович — Джордж Ньюман
- Виктория Джексон — Тери
- Кевин Маккарти — Флетчер
- Фрэнсин Дрешер — Памела Финклштейн
- Майкл Ричардс — Стэнли Спадовски
- Дэвид Боу — Боб
- Энтони Гири — Фило
- Билли Барти — Нудлс Макинтош

## Дополнительные детали
В рекламном блоке для канала У62, который виден в фильме, показывают трэйлер для программы «Celebrity Mud Wrestling» (рестлинг в грязи со звёздами). Там показывают тогдашнего президента СССР Михаила Горбачёва (двойника, роль играл Герберт Глаксмэн (Herbert Glucksman) которого две женщины окунают в грязь. А в оригинальном сценарии вместо Горбачёва планировали использовать Генри Киссинджера. 
Название UHF (ДМВ) означает каналы дециметрового диапазона, которые в США обычно принадлежат небольшим местным телекомпаниям.
Режиссёр картины Джей Леви сыграл в фильме небольшое камео — Махатма Ганди в трейлере к выдуманному фильму «Ганди II».
Мальчика, которому во время шоу герой Майкла Ричардса Стэнли направляет струю воды из пожарного гидранта, сыграл сын главного постановщика трюков фильма Боба Мараса. Сам Боб также снялся в фильме, сыграв одного из громил Флетчера.
В сцене, где Стэнли кормит фаната на трибунах баллончиком со взбитыми сливками, роль фаната исполнил известный радиоведущий Баррет Юджин Хансен, также известный как Доктор Дементо (Dr. Demento). Он был первым, кто признал талант «Странного Эла» Янковича и первым поставил его песню в эфир радиостанции.